# フランス学士院

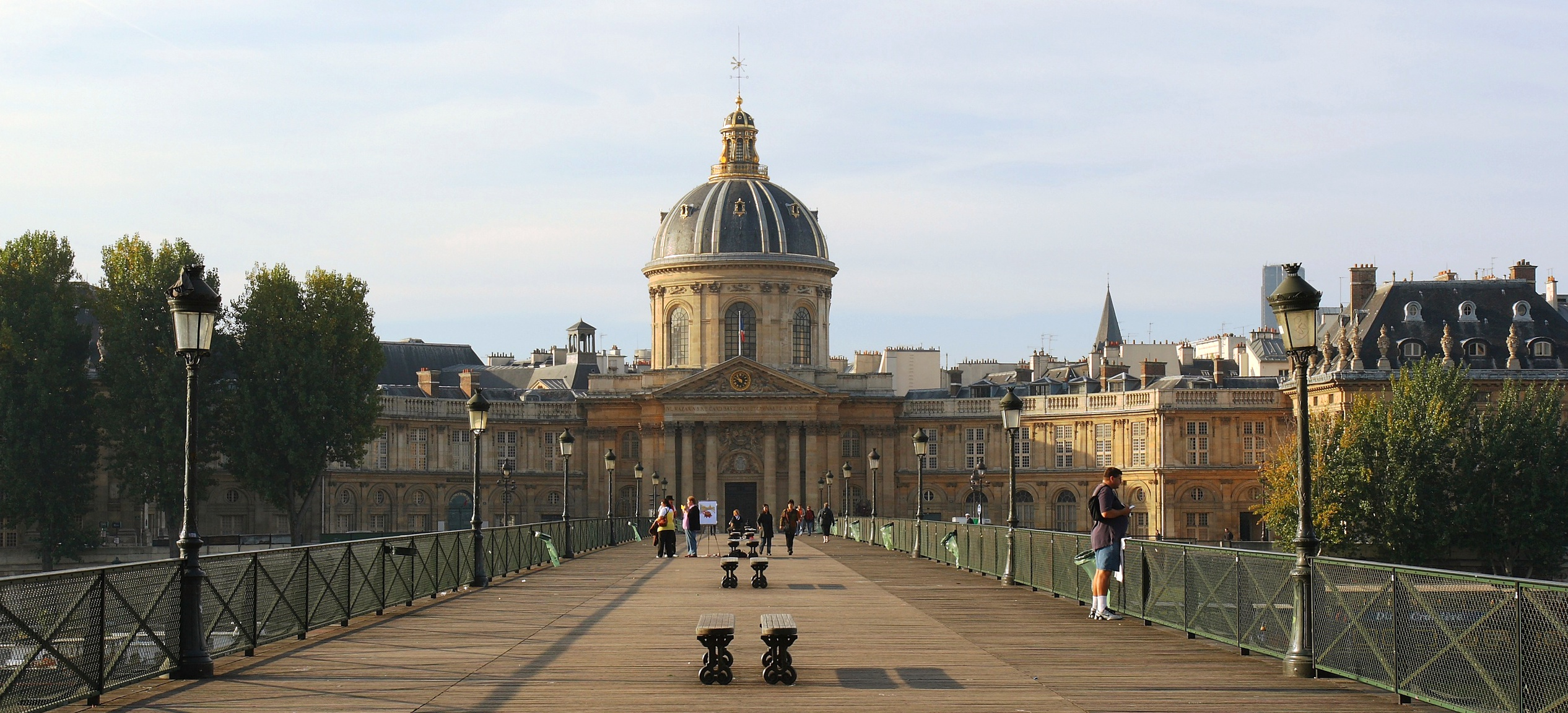
フランス学士院

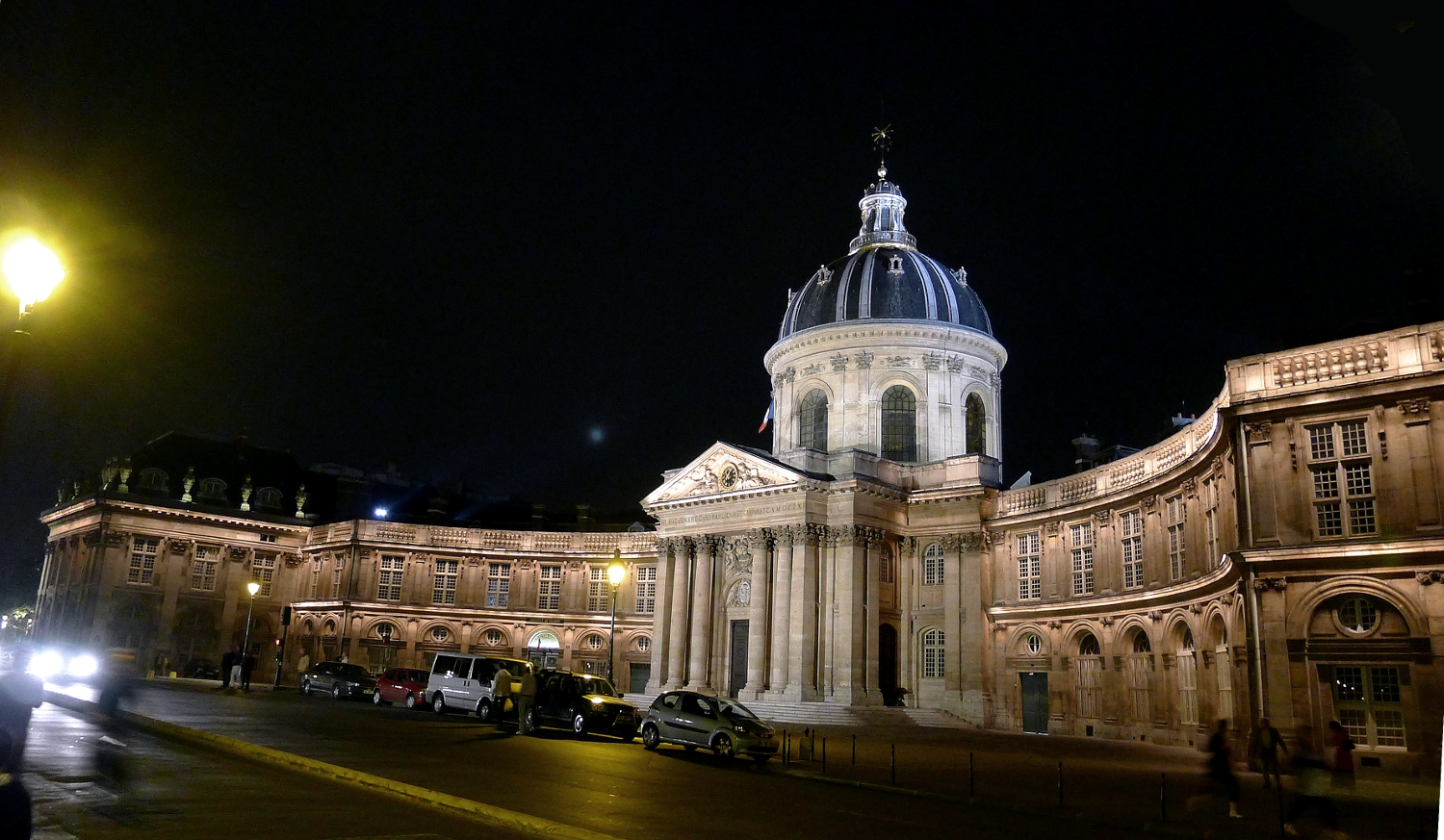
フランス学士院の夜景

フランス学士院（フランスがくしいん、Institut de France、アンスティチュ・ド・フランス）は、フランスの国立アカデミーである。
現在、フランス学士院はアカデミー・フランセーズおよび4つのアカデミーで構成されている。
- アカデミー・フランセーズ
- フランス文学院（Académie des Inscriptions et Belles-Lettres）
- フランス科学院
- フランス芸術院 （17世紀に設立された3つのアカデミー（絵画・彫刻アカデミー、音楽アカデミー、建築アカデミー）が起源である。1816年に三者を統合する形で設立された）
- フランス人文院 （1795年設立、1803年に廃止、1832年に復活）

## 歴史
学士院の前身となるフランス王立アカデミーは、17世紀に絶対王政のもとでそれぞれ個別に設立された組織である、
- アカデミー・フランセーズ（Académie française） - フランス語の基本を制定しアカデミー辞書の編纂などを行う。1635年設立
- 科学アカデミー(Académie des sciences) - 1663年設立
- 碑文・文芸アカデミー  - 1663年設立
- 王立絵画彫刻アカデミー(Académie royale de peinture et de sculpture） - 1666年設立
- 音楽アカデミー - 1669年設立。現在はパリ国立オペラ
- 建築アカデミー - 1671年設立）

などで構成されていた。
王立アカデミーはフランス革命によっていったん廃止され、代わりに、フランス革命後の革命暦Ⅳ年ブリュメール三日(1795年10月25日）国民公会によって制定された法令(ドヌー法)に基づいて「科学・芸術国立学士院」として新たに設立された。3つの類(クラス)で構成され、第1類は「物理と数学の科学クラス」第2類は「モラルと政治の科学クラス」第3類は「文学と美術のクラス」であった。
「モラルと政治の科学クラス」には<感覚と観念の分析><道徳><社会科学と法学><政治経済><歴史><地理>の6部門があり、第1部門<感覚と観念の分析>に集っていた観念学派がナポレオン対し批判的になったこと、および、ナポレオンが戦争実行に「役に立たない思弁学」より役に立つ実学を求めたため、設立７年目の革命暦Ⅶ年(1803年)に「モラルと政治の科学クラス」を閉鎖し、クラスに含まれていた諸部門を廃して「アカデミー・フランセーズ」「碑文アカデミー」に分割した。
1805年、パリ・マザラン地区に移設。翌年1806年からフランス学士院と改称。1810年時点では、数学と物理、仏語と仏文学、古代史と古代文字、美術の4部門があった。ナポレオンによって閉鎖された「モラルと政治の科学クラス」は1832年に復活した。

## その他
フランス学士院は「ベリー公のいとも豪華なる時祷書」の所蔵者としても知られる。

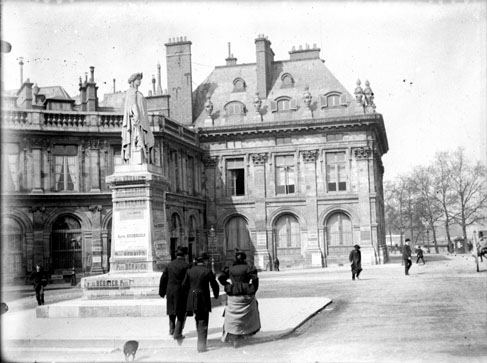
1898年の学士院
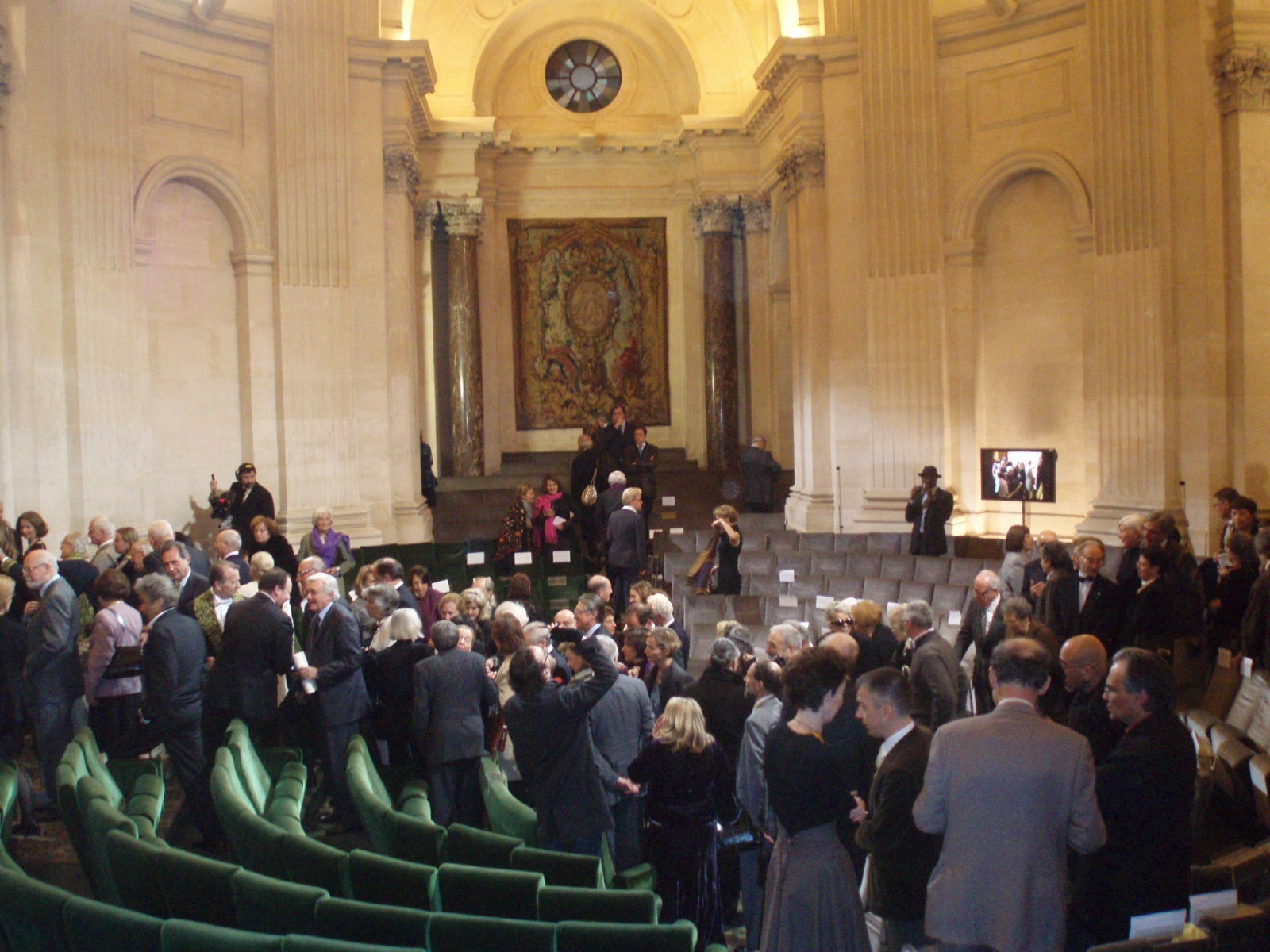
講堂
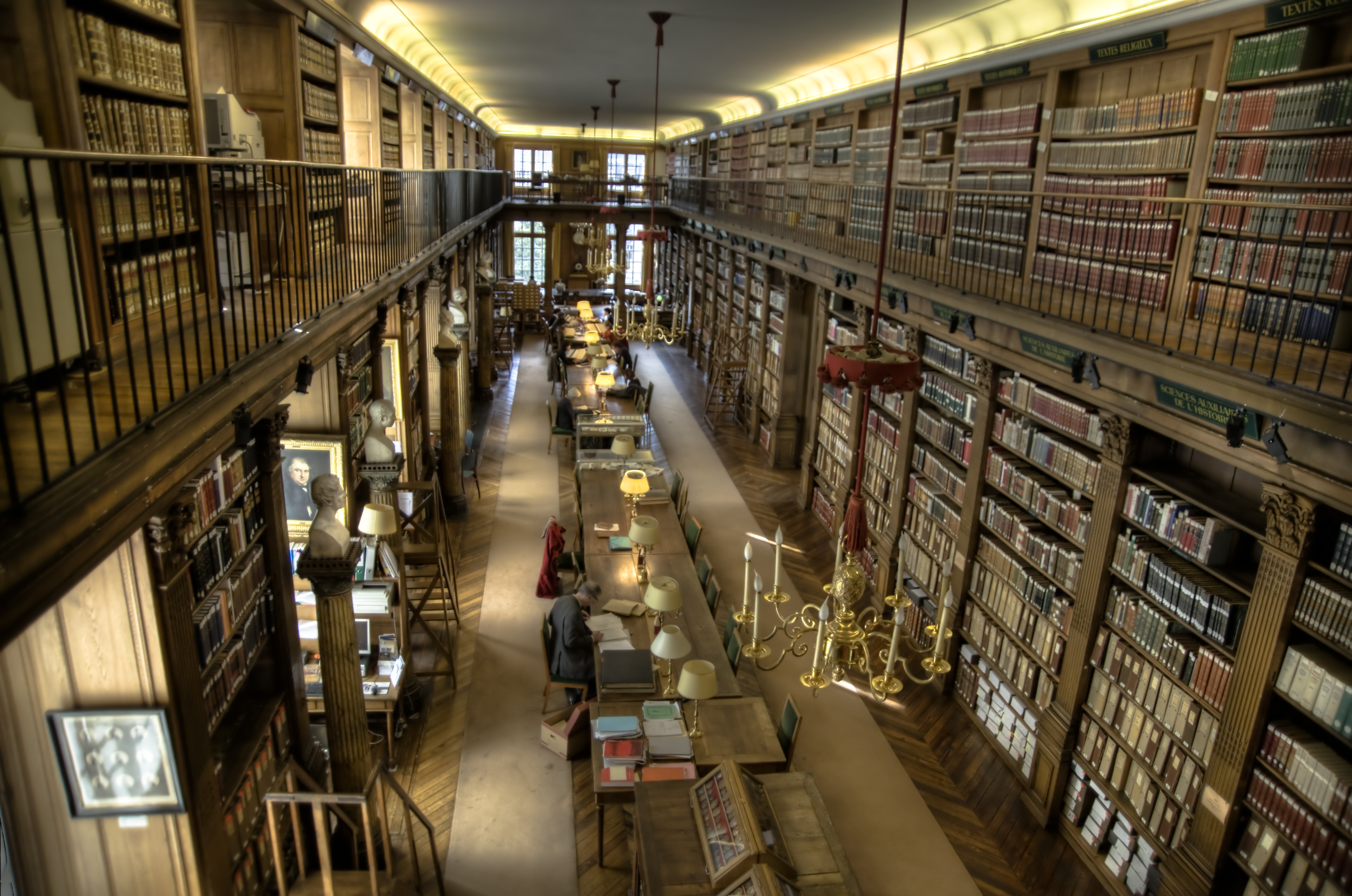
図書館
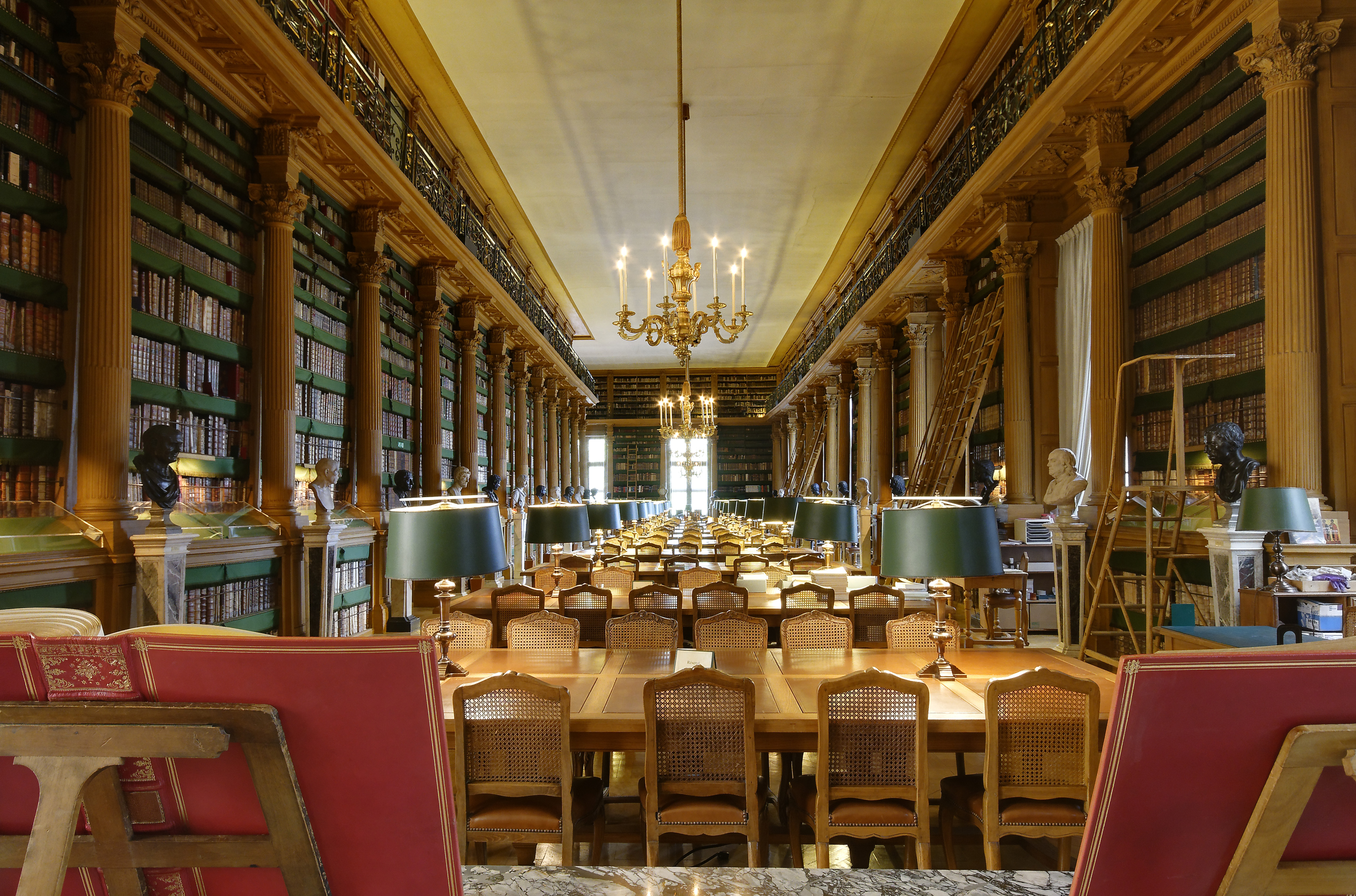
図書館